# Strahlungsheizung

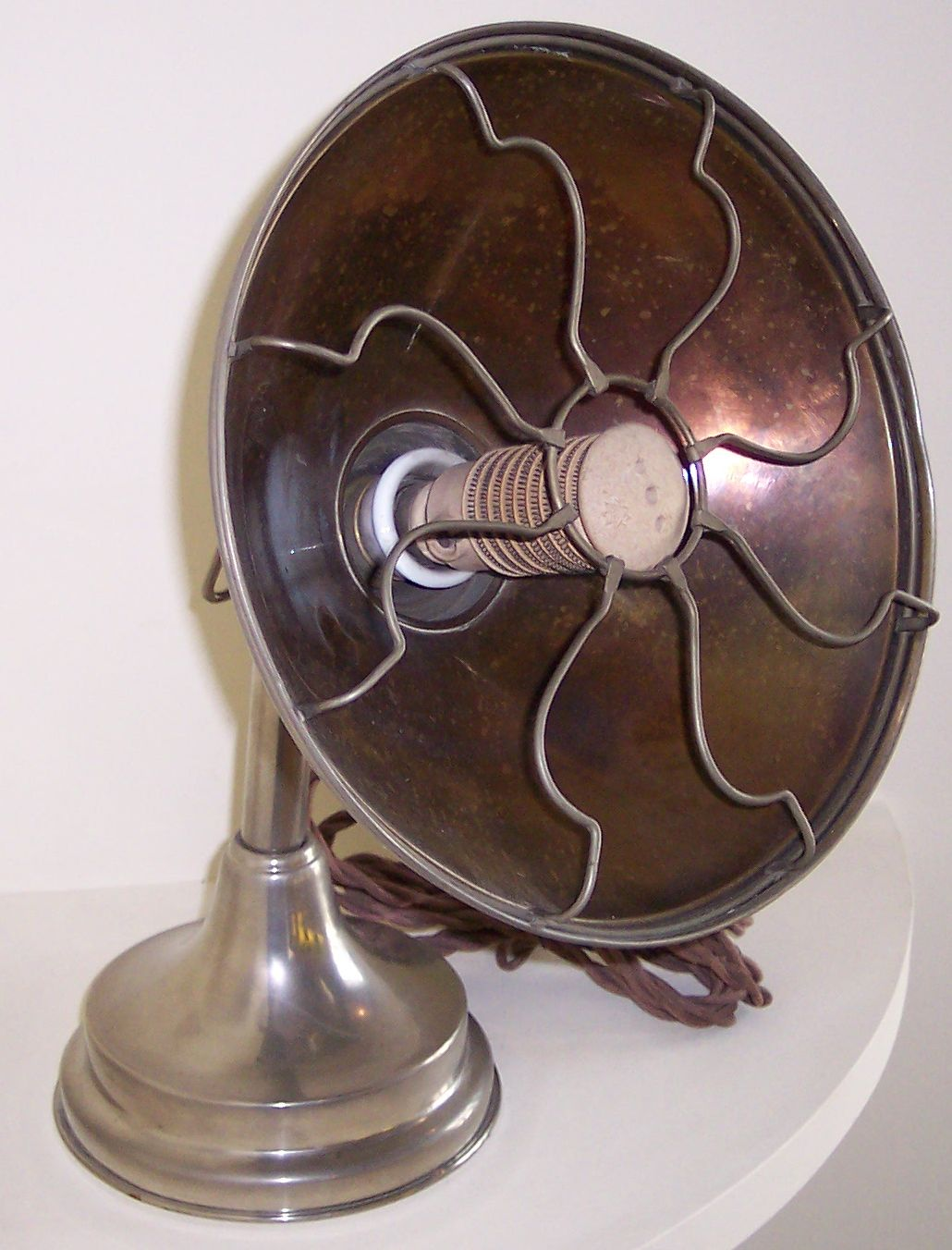
Historischer elektrischer Heizstrahler („Heizsonne“)

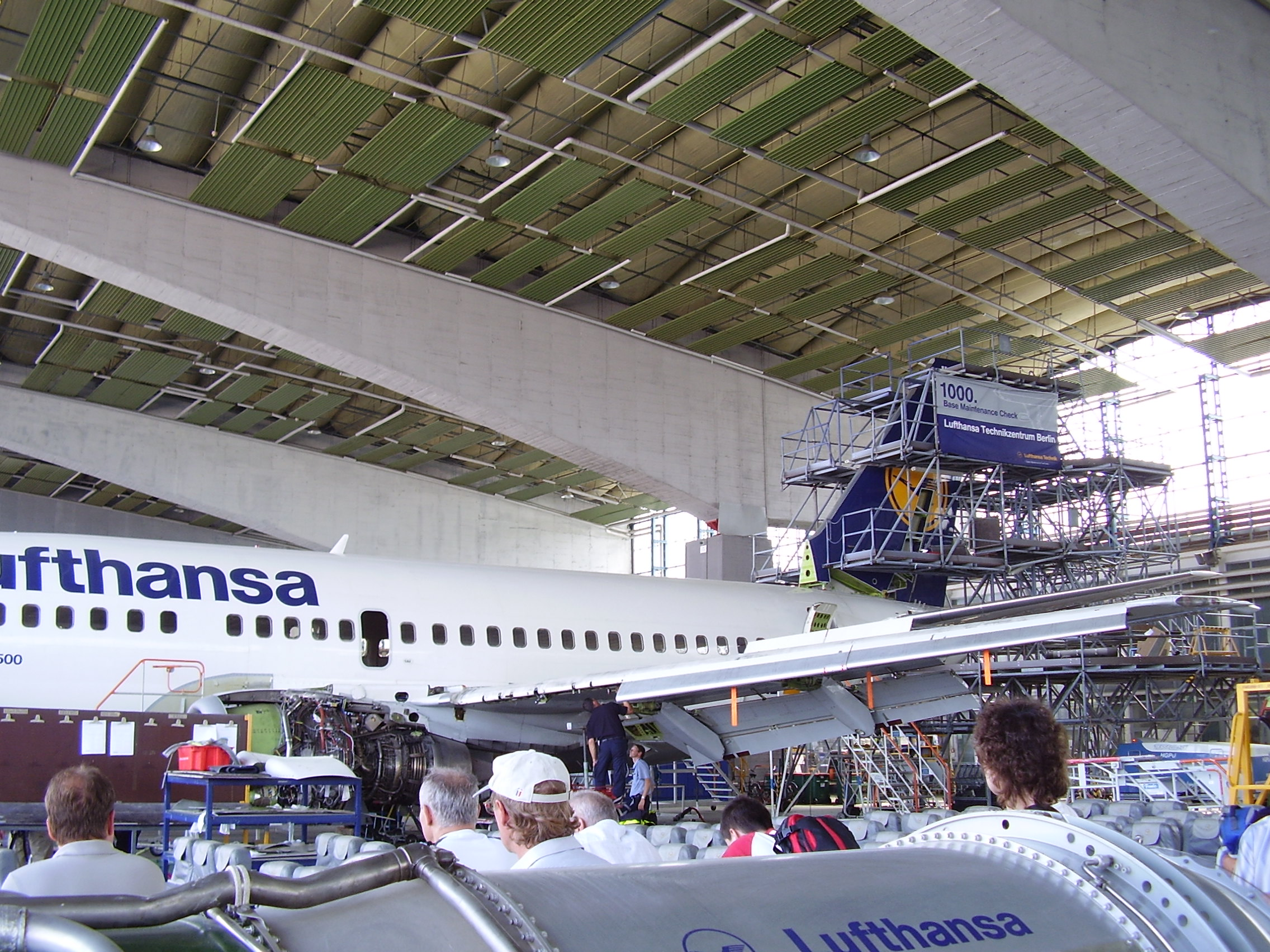
Strahlungsheizung in einer Flugzeugwartungshalle

Eine Strahlungsheizung oder Wärmewellenheizung ist eine Heizung, deren überwiegende Wärmeabgabe durch Infrarotstrahler in Form von Wärmestrahlung erfolgt. Sie unterscheidet sich von der Konvektionsheizung, die ihre Wärme überwiegend durch Konvektion abgibt. Man unterscheidet zwei verschiedene Bauformen der Strahlungsheizung: die Hochtemperaturstrahler und die Niedertemperaturstrahler.

## Physikalische Grundlagen
Jeder Körper, dessen Temperatur über dem absoluten Nullpunkt liegt, gibt Wärmestrahlung an seine Umgebung ab. Die Leistung und Wellenlänge dieser Strahlung hängt gemäß dem Stefan-Boltzmann-Gesetz und dem Wienschen Verschiebungsgesetz von der Temperatur des Strahlers ab:
- die heiße Sonne strahlt mit ihrer wärmenden Sonnenstrahlung (überwiegend) kurzwellig, die Wellenlänge liegt zwischen 780 und 1400 nm, siehe dazu auch Strahlungshaushalt der Erde.
- Objekte strahlen bei Raumtemperatur (20 °C) langwellige Wärmestrahlung ab, die Wellenlänge liegt zwischen 1400 und 3000 nm, siehe dazu auch  Einteilung des Spektralbereichs von Infrarotstrahlung)

Das physikalisch korrekt ausgedrückte Wirkprinzip der Strahlungsheizung – bezogen auf den Strahlungsanteil – ist der Strahlungsaustausch des Strahlers mit seiner Umgebung. Bei im Vergleich zur Umgebung sehr kleinflächigen Hochtemperaturstrahlern kann die Rückwirkung der Umgebung auf den Strahler vernachlässigt werden. Gemäß dem Stefan-Boltzmann-Gesetz ist die abgestrahlte Leistung etwa abhängig von der vierten Potenz der Temperatur. Bei höheren Temperaturen (rot bis gelb glühende Heizelemente) ist der Strahlungsanteil groß und lässt sich durch optische Reflektoren richten und bündeln. Somit ist die nutzbare Energie des Systems höher als bei Konvektion oder Wärmeleitung.

## Prinzipien der Anwendung
Bei der Strahlungsheizung wird der überwiegende Teil der Wärmeenergie durch Wärmestrahlung direkt übertragen. Alle Gegenstände und Materialien, die Wärmestrahlung absorbieren, geben wiederum Wärme durch Wärmestrahlung und Wärmeleitung an vorbeistreichende Luft ab. Durch Wärmestrahlung erwärmte Luft gibt Wärme durch Wärmestrahlung und Konvektion ab. Im Gegensatz dazu wird bei einer Konvektionsheizung danach getrachtet, zum überwiegenden Teil die Raumluft zu erwärmen und als Wärmeträger zu nutzen und die Wärme durch Konvektion im Raum verteilt (nachteilig daran ist, dass Luft nur geringe Wärmespeicherkapazität hat). Bei beiden Heizungsarten wird Wärme auch in Wasserdampf als Verdampfungsenthalpie gebunden und durch Konvektion und Lüften abgeführt.
Wärmestrahlen erreichen und erwärmen
- die oberste Schicht der Raumwände und der Möbel und Einrichtungsgegenstände,
- die Bewohner der Räume
- zu einem geringen Anteil die „Treibhausgase“ (CO2 und Wasserdampf) der Raumluft (siehe dazu Treibhauseffekt).

Die Hauptbestandteile der Atmosphäre, Stickstoff und Sauerstoff, haben als zweiatomige Moleküle weder ein statisches Dipolmoment noch ein Übergangsdipolmoment, sie werden durch Strahlung des infraroten Lichts nicht angeregt.
Fensterglas ist für langwellige Wärmestrahlung praktisch undurchlässig, langwellige Wärmestrahlung wird dabei entweder (entsprechend dem Wärmedurchgangskoeffizienten respektive Wärmedurchlasskoeffizienten der Glassorte) absorbiert oder zurück in den Raum reflektiert. Die Reflexion ist vom Einfallswinkel abhängig (siehe dazu Reflexionsgrad, Reflexionsfaktor und Totalreflexion). Dagegen ist Fensterglas für eintretende kurzwellige Wärmestrahlung der Sonne (zwischen 200 und 2500 nm) beinahe zu 100 % durchlässig (siehe Energiedurchlassgrad), dieser mögliche Wärmeeinfall und die Undurchlässigkeit für Raumwärme wird deshalb auch bei Solarthermiekollektoren und Glashäusern genutzt.

## Abgrenzung zur Konvektionsheizung
Die Abgrenzung zwischen Strahlungsheizung und Konvektionsheizung ist nicht immer einfach:
- Eine Strahlungsheizung hat immer gleichzeitig warme Bauteile, die die umgebende Luft erwärmen und damit Konvektion erzeugen. Sie wird als Strahlungsheizung bezeichnet, wenn der überwiegende Teil ihrer Wärmeabgabe durch Strahlung erfolgt.
- Eine Konvektionsheizung ist warm und gibt damit gleichzeitig Wärmestrahlung ab. Sie wird als Konvektionsheizung bezeichnet, wenn der überwiegende Teil ihrer Wärmeabgabe durch Konvektion erfolgt.
- Eine Heizleiste erzeugt als Konvektionsheizung einen dünnen Wärmeschleier vor einer Wand, erwärmt diese dadurch, die dann wiederum Wärme abstrahlt.

## Charakteristiken
Zu den Vorteilen von Infrarotheizungen zählen die niedrigen Investitionskosten, die nicht nötige Wartung und Instandhaltung, die kurze Reaktionszeit und ein hoher Wirkungsgrad am Ort der Heizung durch vollständige Wandlung von elektrischer Energie in Wärmeenergie (Stromerzeugung nicht mit berücksichtigt).
Nachteilig ist insbesondere die geringe Energieeffizienz und damit der hohe Stromverbrauch, sodass Infrarotheizungen gemäß Martin Pehnt vor allem für sehr effiziente Gebäude geeignet sind. Verglichen mit Wärmepumpenheizungen benötigen Infrarotheizungen etwa dreimal so viel elektrische Energie. Aufgrund dieser Eigenschaften erweisen sich Infrarotheizungen ebenfalls als Problem für die Stromversorgung, da sie die Spitzenlast an kalten Wintertagen unverhältnismäßig stark ansteigen lassen. Damit einher gehen folglich auch hohe Betriebskosten, da viel Strom bezogen werden muss, und bei Bezug von Strom aus fossilen Energien hohe Treibhausgasemissionen. Zudem muss im Gebäude eine separates System für die Erzeugung von Warmwasser installiert werden.

## Niedertemperaturstrahler
Niedertemperaturstrahler sind in der Regel Heizkörper, über die anderweitig erzeugte oder gespeicherte Wärmeenergie emittiert wird. Wirkmedien sind entweder Warmwasser (über Heizschlangen, Heizkörper oder Heizleisten) oder in Folien eingebettete flächige elektrische Heizmatten (aus Graphit oder Ruß). Gängige Bauformen dabei sind Fußbodenheizung, Wandheizung oder Deckenheizungssysteme, es gibt aber auch Sonderbauformen (z. B. Bauteilheizung) für spezielle Anforderungen.
Strahlungsheizkörper im Niedertemperaturbereich benötigen auf Grund ihres Funktionsprinzips eine wesentlich größere raumseitige Abstrahlfläche als ein Konvektorheizkörper. Sie können in raumbegrenzende Bauteile integriert sein (Vorteil: kein eigener Platzbedarf – Nachteil: schlechte Wartbarkeit) oder als flache Bauelemente auf Wand oder Decke appliziert sein (Vorteil: leichte Wartbarkeit – Nachteil: bei Wänden: evtl. Wegfall von Stellplatz).

## Hochtemperaturstrahler

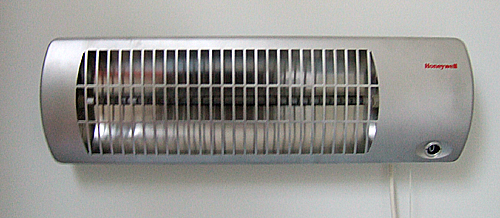
Handelsüblicher elektrischer Hochtemperatur-Heizstrahler

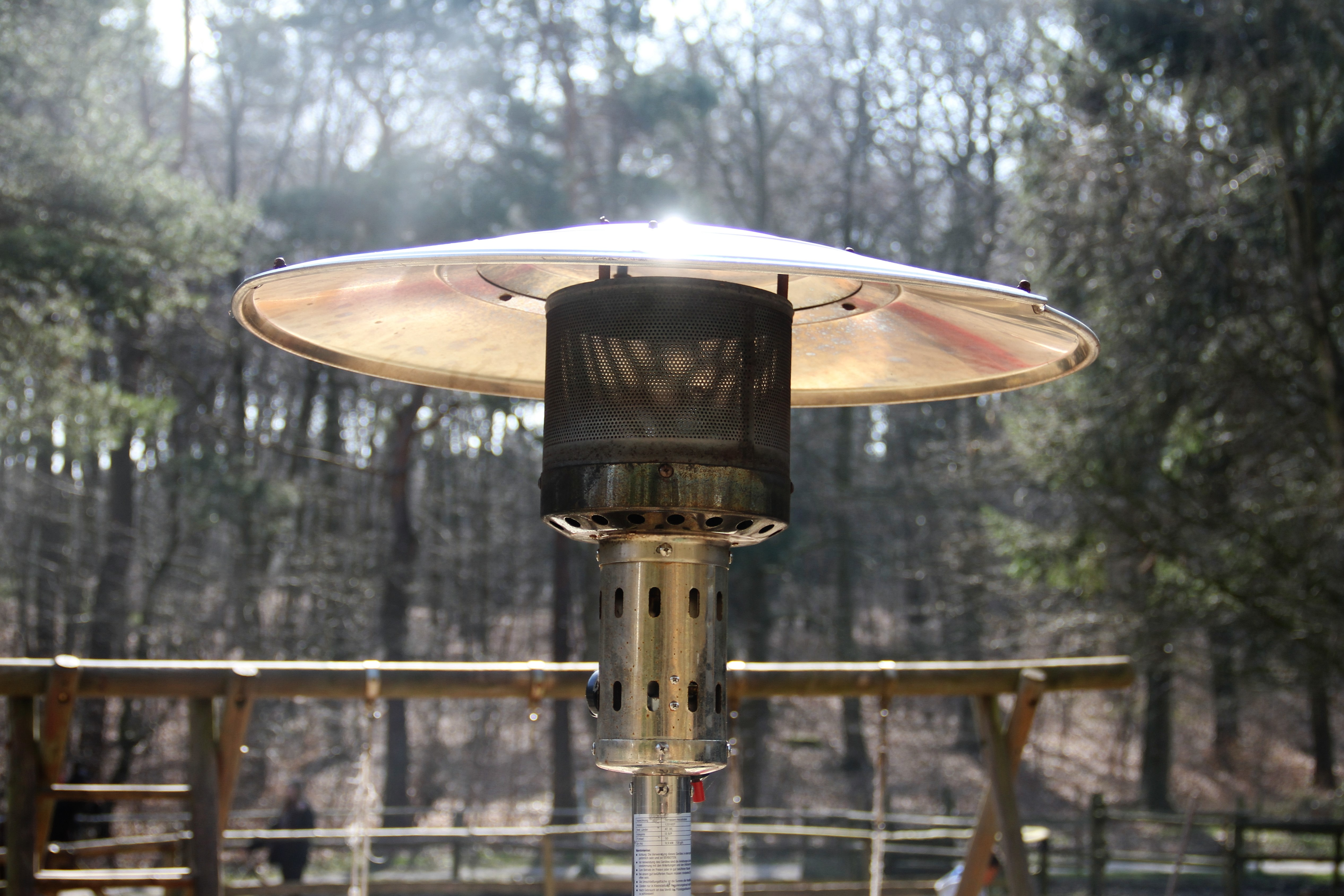
Kopfbereich eines gasbetriebenen Terrassenstrahlers

Bei den Hochtemperaturstrahlern wird die Heizenergie am oder im Abstrahlbauteil erzeugt und mit hoher Temperatur abgestrahlt. Diese Heizungsform wird verwendet, um über einen größeren Abstand oder in größerem Umfang Heizenergie abzugeben. Hochtemperaturstrahler werden gewöhnlich als Heizstrahler bezeichnet.
Beispiele dafür sind
- elektrische Heizstrahler, z. B. Badzusatzheizung und Wickeltischwärmer, sowie
- Gasheizstrahler, z. B. der katalytische Bauheizer, Terrassenstrahler (in der Alltagssprache auch Heizpilz genannt, was auch als Marke eingetragen ist[5], und in Österreich Heizschwammerl genannt) und die industrielle Hallenarbeitsplatzheizung.

Durch die hohe Temperatur besteht zumindest Verbrennungsgefahr, in der Regel sogar Brandgefahr, der durch entsprechende Vorsichtsmaßnahmen (Abschirmung, Anbringung außerhalb des Arbeitsbereichs, Abstände zu anderen Gegenständen) begegnet werden muss.
Nach rasch steigender Beliebtheit existieren wegen der hohen Kohlendioxidemissionen in vielen größeren Städten und deutschen Bundesländern Verbote für den Einsatz von gasbetriebenen Terrassenstrahlern in öffentlichen Betrieben wie Gaststätten. Ein Verbot für die gelegentliche private Nutzung existiert nicht.

### Elektrischer Betrieb

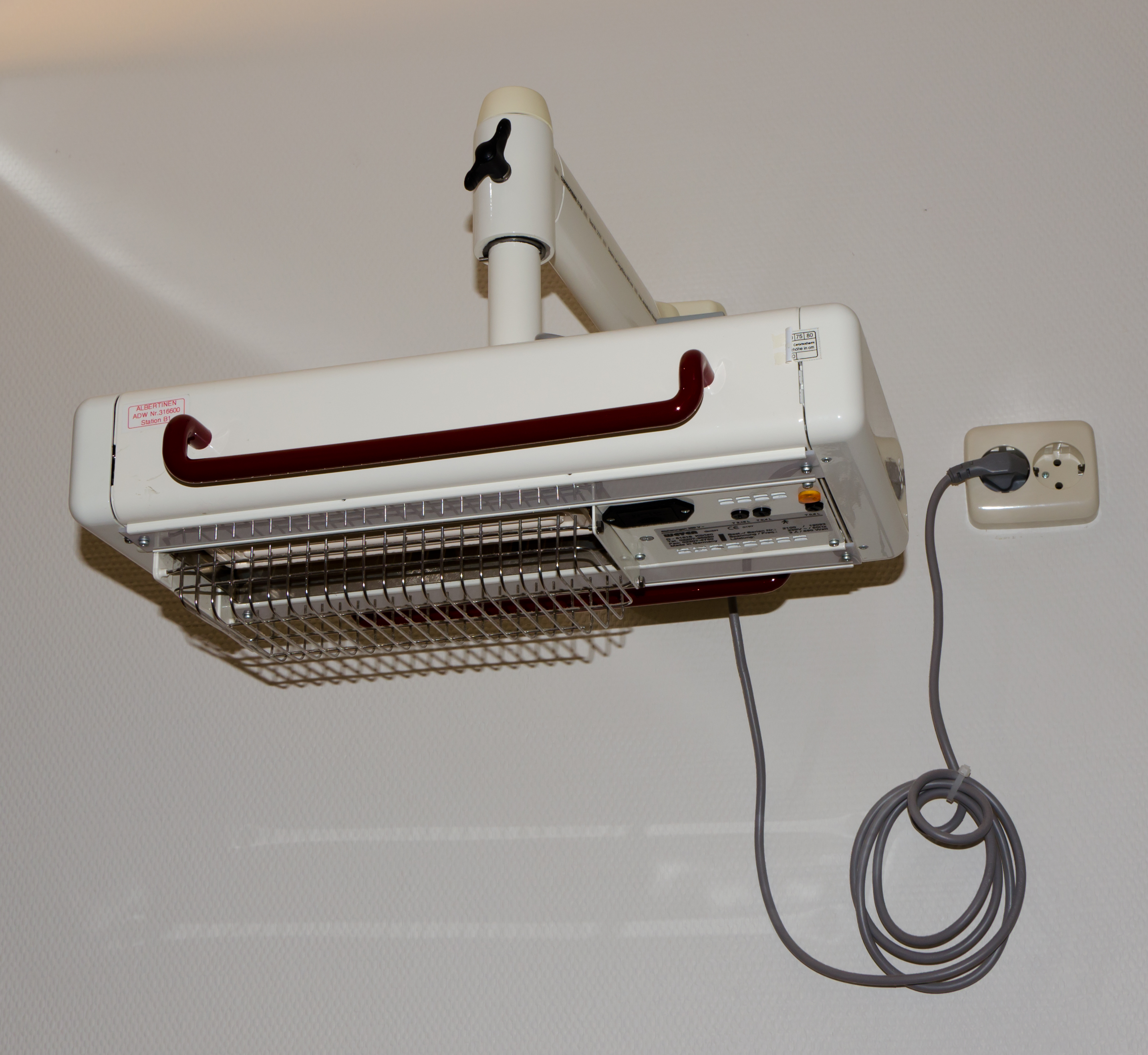
Elektrischer Heizstrahler für einen Wickeltisch

Bei einer Strahlungsheizung erhitzt sich eine von elektrischem Strom durchflossene Heizwendel oder ein Heizstab und strahlt dadurch Wärme in Form von Infrarotstrahlen ab. Hinter dem Glühkörper befindet sich ein Spiegel, der die Infrarotstrahlen in eine Richtung lenkt. Da der Glühkörper mehrere hundert Grad Celsius heiß wird, ist stets ein Berührungsschutz angebracht. Der Glühkörper ist vom Aufbau her eine um einen Keramikkern zur Isolation gegen Kurzschluss gewickelte Heizspirale. Die Heizspirale des Glühkörpers wird auch Glühwendel genannt.
Heute werden elektrische Infrarotheizstrahler in vielen Bereichen eingesetzt, z. B. in der Gastronomie und im privaten Bereich als Außen-Heizung, Zusatzheizungen in Badezimmern und überall dort, wo kurzfristig Wärme benötigt wird. Spezielle Wickeltisch-Heizstrahler sind für den Wickelplatz von Babys konzipiert, meist sind diese mit 600 W Heizleistung und mit Splitterschutz (wegen Quarz-Heizstab) ausgelegt. Neuere Geräte besitzen eine Abschalt-Automatik (meist nach 10 oder 20 Minuten Heizbetrieb).
Eine Sonderform des elektrischen Heizstrahlers ist die Rotlichtlampe, bei der die über den Glühfaden erzeugte Wärmeenergie hoch genug ist, um aus kleinerem Abstand medizinisch wirken zu können. Aber auch hier ist eine Brandgefahr nicht auszuschließen (unbemerkter Stoffkontakt während der Bestrahlung).
Eine bedeutsame Sonderform des elektrischen Heizstrahlers ist die Glühlampe. Bei dieser Bauform wird zwar auch der größte Teil der eingesetzten Energie in Wärmestrahlung umgesetzt. Ein gemessen an anderen Bauformen hoher, gleichwohl insgesamt immer noch geringer Teil der Strahlung (ca. 5 % der eingesetzten Energie) wird jedoch im sichtbaren Bereich des Spektrums emittiert. Dies gelingt, indem der Glühkörper in ein Schutzgas eingeschlossen wird, was höhere Temperaturen des Glühkörpers ermöglicht.